# هانری دوم
هانریِ دوّم (به فرانسوی: Henry II) (زادهٔ ۳۱ مارس ۱۵۱۹ - مرگ ۱۰ ژوئیه ۱۵۵۹) یکی از پادشاهان فرانسه از دودمان والوآ بود که از سال ۱۵۴۷ تا هنگام مرگش در ۱۵۵۹ میلادی بر این کشور حکم راند.
با رسیدن به پادشاهی سیاستی همچون پدرش پیش گرفت که موجب ادامه جنگ در ایتالیا علیه امپراتوری مقدس روم شد. با وجود این که نتوانست به اهداف خود در ایتالیا برسد، علاوه بر تصاحب مناطی در شرق توازن قدرت در اروپا را تغییر داد، کارل پنجم، امپراتور مقدس روم را مجبور به استعفا کرد و موجب جدایی سلسله هابسبورگ در اتریش و اسپانیا گشت.
جنبش پروتستانتیسم در زمان او در فرانسه بروز بیشتری یافت که هانری با شدت بیشتری نسبت به پدرش اقدام به سرکوب آن کرد.
هانری دوم نهایت بر اثر جراحتی که به شکل تصادفی در یک مسابقه رزمی بر سر او وارد شده بود، درگذشت.

## زندگی
سال ۱۵۱۹ میلادی در قلعه سن ژرمن آن لی در نزدیکی پاریس زاده شد و نام پدربزرگ مادری‌اش هنری هشتم، پادشاه انگلستان را به خود گرفت. او دومین پسر فرانسوای یکم، پادشاه فرانسه بود. به همین جهت از بدو تولد عنوان دوک اورلئان به او اعطا گردید.
فرانسوای یکم در سال ۱۵۲۵ میلادی در نبرد پاویا اسیر کارل پنجم، امپراتور مقدس روم شد و با امضای پیمان مادرید در ازای آزادی پذیرفت از تمامی ادعاهای خود در ایتالیا از جمله بر دوک‌نشین میلان دست بکشد، بورگوندی را به خاندان هابسبورگ بسپارد و هانری شش ساله و برادر بزرگترش فرانسوا، ولیعهد فرانسه و دوک بریتانی را به عنوان گروگان به اسپانیا بفرستد. به این ترتیب هانری به همراه برادر بزرگترش از سال ۱۵۲۶ تا سال ۱۵۳۰ میلادی به مدت چهار سال در دربار سلطنتی اسپانیا به سر برد. گفته می‌شود این دوره بر او سخت گذشت و آثار سوئی از جمله خودبیمارانگاری بر روان هانری گذاشت. به گزارش برخی افرادی که با او برخورد داشتند هانری حتی پس از بازگشت به فرانسه چهره‌ای غمگین داشت و به ندرت می‌خندید به وجهی که عده ای مدعی شدند هیچگاه خنده او را ندیده‌اند.
هانری در سال ۱۵۳۳ میلادی با کاترین دو مدیچی، تنها فرزند مشروع لورنتزو دو مدیچی، دوک اوربینو، در حالیکه هر دو چهارده ساله بودند، ازدواج کرد. با این حال، از پانزده سالگی به شکل همزمان با دیان دو پواتیه، بانویی که ده سال از او بزرگتر بود، رابطه عاشقانه داشت. این دو رابطه نزدیکی با یکدیگر داشتند و دیان مشاور هانری به حساب می‌آمد. نفوذ دیان موجب شده بود کاترین از دخالت در امور وا بماند.
با مرگ فرانسوا برادر بزرگترش، هانری ولیعهد فرانسه و دوک بریتانی شد. البته با احاطه پدرش، او هیچ سلطه‌ای بر این منطقه نداشت.
مدتی بعد به ارتش پیوست و فرماندهی طلایه نیروهای فرانسوی در پیدمونت را بر عهده گرفت. هنگام مشارکت در تصرف مونکالیری در ماه اکتبر سال ۱۵۳۷، با فیلیپا دوکی، دختر ۱۷ ساله ایتالیایی رابطه برقرار کرد که منجر به تولد دختر نامشروعی به نام «دان» شد. این اتفاق موجب اثبات قدرت باروری هانری گردید چرا به نظر می‌رسید به علت هیپوسپادیاس نتواند این عمل را صورت دهد.
پس از مرگ پدرش، در تاریخ ۳۱ مارس ۱۵۴۷ بر تخت پادشاهی نشست. او با اسکاتلند متحد شد و جنگی را علیه انگلستان آغاز نمود که با تصرف کالی در ۱۵۵۸ پایان یافت.
هانری دوم در جشنی که در ۳۰ ژوئن ۱۵۵۹ ترتیب داده بود در حال نیزه بازی با کنت مونتگُمری بود که در اثر شکستن نیزه او تکه‌ای چوب به داخل چشمش فرورفت و باعث عفونت مغزی و مرگ او در ۱۰ ژوئیه ۱۵۵۹ شد. پس از وی فرزندش فرانسوای دوم جانشین او شد.
او پس از مرگ در کلیسای سن-دنی در نزدیکی پاریس دفن شد.

## نگارخانه

مونوگرام سلطنتی
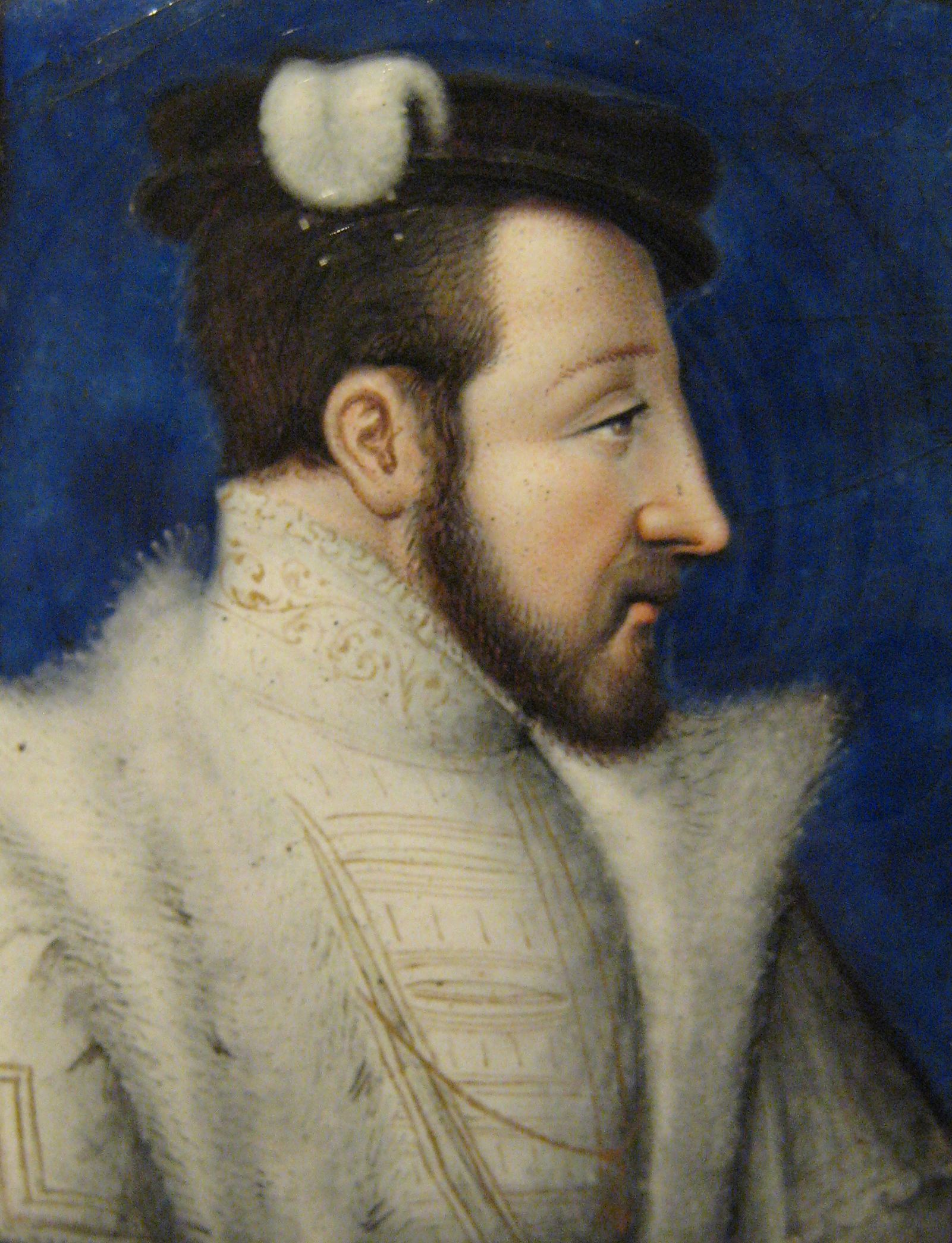
جزئیات از پلاک پرتره، مینا و تذهیب روی مس
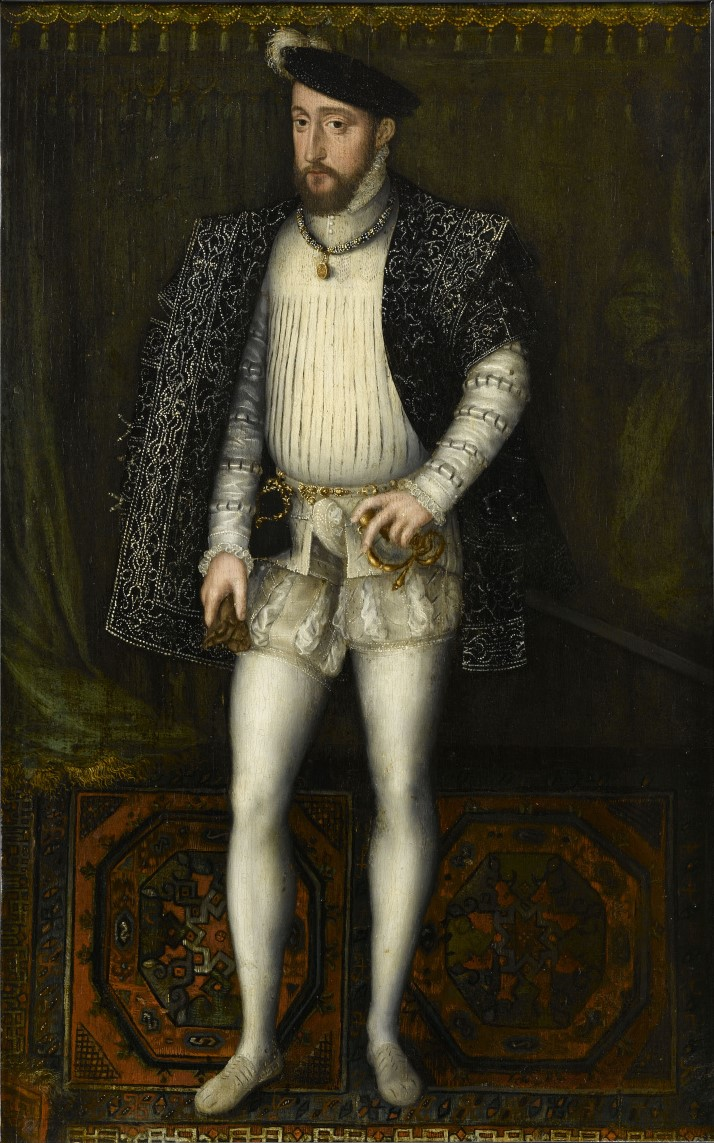
هانری دوم که در اینجا روی فرشی شرقی ایستاده بود، سیاست اتحاد فرانسه و عثمانی پدرش، فرانسوای یکم را ادامه داد. نقاشی فرانسوا کلوئه.
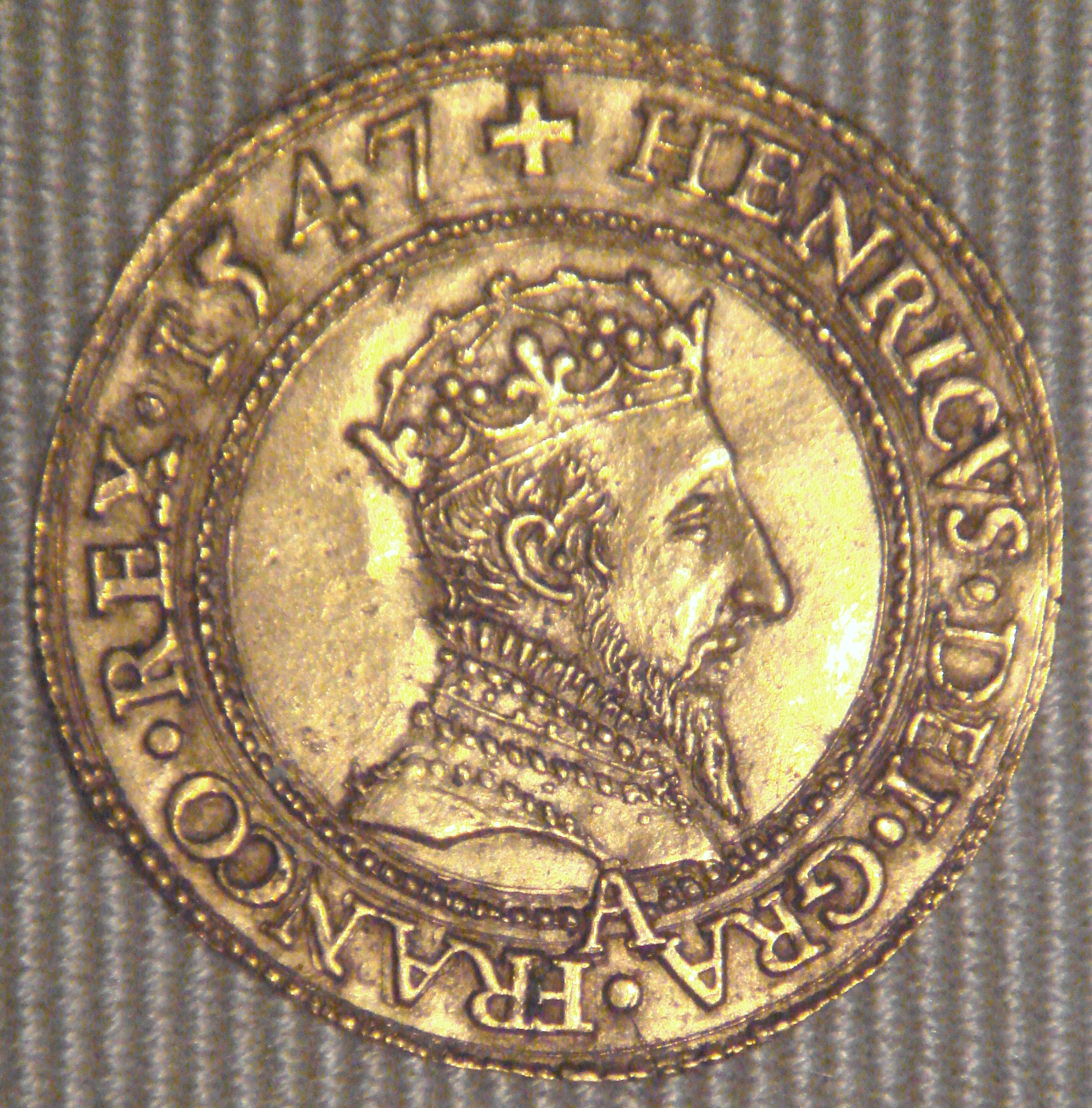
سکه هانری دوم، ۱۵۴۷
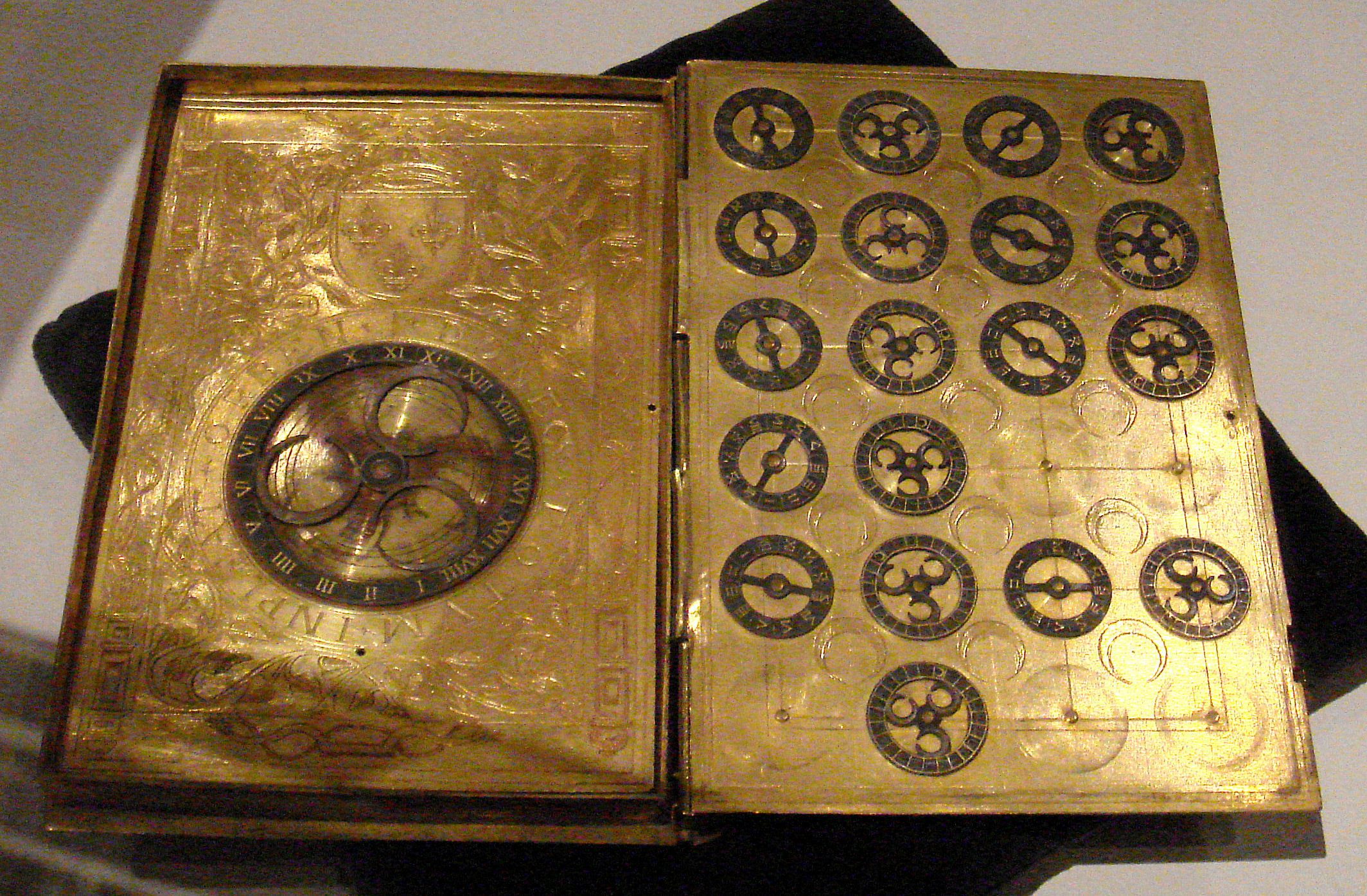
یک ماشین رمز به شکل کتاب، با نشان‌های هانری دوم.
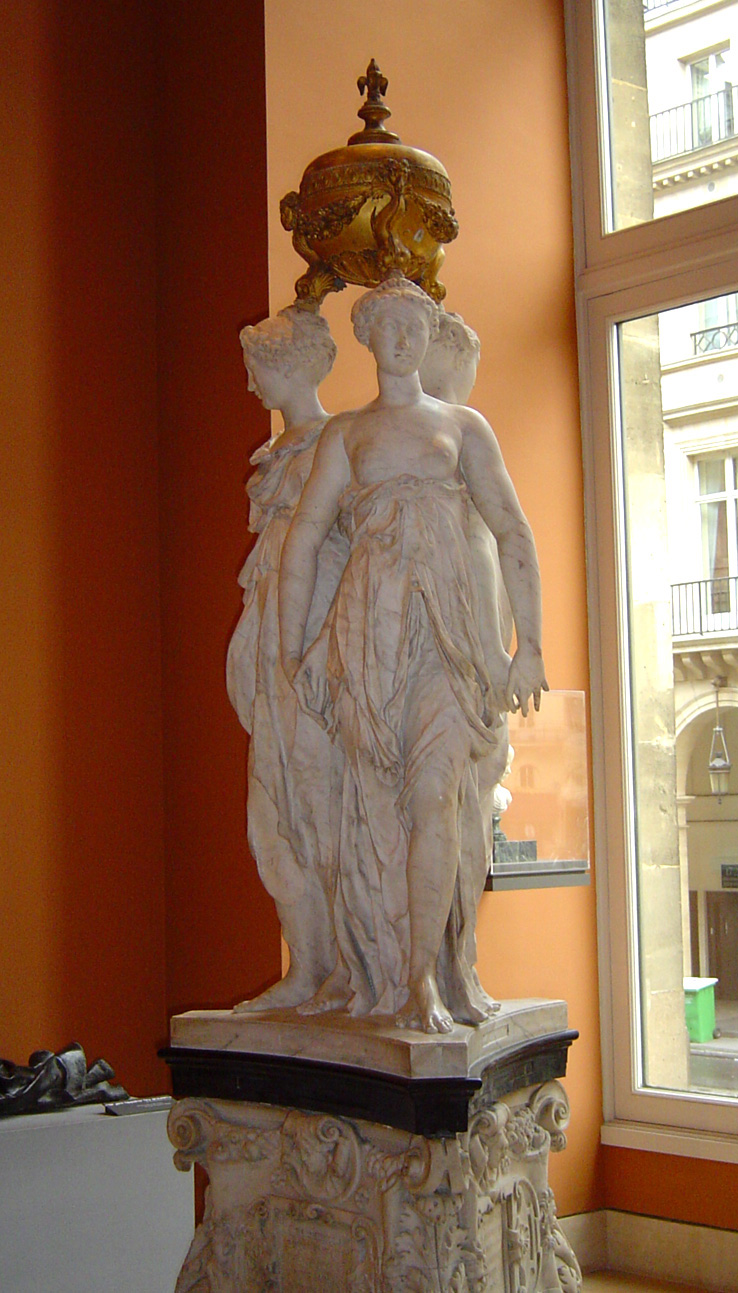
بنای یادبود قلب هانری دوم، لوور، پاریس، مجسمه سه فضل اثر ژرمن پیلون با در دست داشتن یک ماکت از کوزه‌ای که حاوی قلب پادشاه بود.